# Жофроа II дьо Вилардуен
Жофроа II дьо Вилардуен (на френски: Geoffroi II de Villehardouin) (1195 – 1246) е третият княз на Ахея (1229 – 1246).